# Charles Edge
Charles Edge (Hamtramck, 23 febbraio 1950) è un ex cestista statunitense, professionista nella ABA.

## Carriera
Venne selezionato dai Phoenix Suns al sesto giro del Draft NBA 1972 (92ª scelta assoluta) e dai New York Knicks all'undicesimo giro del Draft NBA 1973 (173ª scelta assoluta).

## Palmarès
- Trentaquattresimo per numero di stoppate di sempre ABA